# Friedrich Fuldner

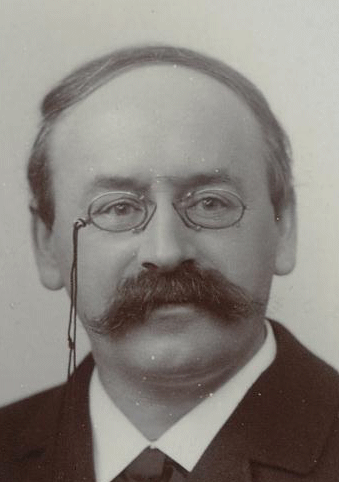
Friedrich Fuldner (1860–1928)

Friedrich Karl August Fuldner (* 1. März 1860 in Heiligenstadt; † 15. Mai 1928 in Göttingen; auch bekannt als: Fritz Fuldner)
war ein deutscher Schriftsteller und Jurist.

## Leben
Friedrich Fuldner wuchs als Sohn des Rechtskonsulenten Friedrich Fuldner und seiner Ehefrau Berta, geborene Wunsch, in Heiligenstadt im Eichsfeld auf. Seine Großeltern mütterlicherseits waren der Mediziner Carl Anton Wunsch und dessen Ehefrau Florentina, geborene von Kleist.
Friedrich Fuldner besuchte die Gymnasien in Heiligenstadt und Mühlhausen, studierte anschließend Jura an den Universitäten in Heidelberg, Leipzig und Berlin und war dann
Gerichtsreferendar in Stendal (Altmark), Ellrich, Nordhausen (Harz) und in Naumburg an der Saale. Ab 1891 war er als Rechtsanwalt und Notar in Duderstadt tätig und ab 1899 als Rechtsanwalt in Göttingen, wo er das Haus in der Oberen Karspüle 31 erwarb und mit seiner Familie bewohnte. Im Jahr 1910 wurde er zum Justizrat ernannt.
Seit 1919 gehörte er als Gründungsmitglied dem Vorstand der Deutschen Demokratischen Partei
in Göttingen an.
Friedrich Fuldner veröffentlichte ein erstes Gedicht bereits im Alter von 14 Jahren. Seit 1893 publizierte er dann regelmäßig unter dem Namen Fritz Fuldner Gedichte, Schauspiele und Novellen, die überwiegend von Natur, Glauben und Familie handeln. Teile seines Werkes können zur Heimatdichtung des Eichsfeldes gezählt werden. Einige Gedichte aus dem Band Heimatidylle tragen biografische Züge und beschreiben beispielsweise das Kennenlernen der Großeltern mütterlicherseits durch einen Reitunfall. In Göttingen bewegte sich Friedrich Fuldner im literarischen Umfeld von Levin Ludwig Schücking und Börries Freiherr von Münchhausen.
Er war Mitglied des Bundes Schlaraffia Athenae Gottingenses.
Am 12. November 1891 heirateten Friedrich Fuldner und Martha Emuth in Berlin. Aus der Ehe gingen vier Kinder hervor: Erich (* 1892), Erna (* 1893), Martha (* 1896) und Klara (* 1899).
Erich studierte Medizin und fiel im Ersten Weltkrieg im Januar 1916 als freiwilliger Krankenpfleger in Vilnius, Litauen.
Das Ehepaar Fuldner mit Sohn Erich, Tochter Erna und Schwiegersohn Karl Wundram haben ein gemeinsames Familiengrab auf dem Stadtfriedhof Göttingen.
Der Kunsthistoriker Manfred Wundram war ein Sohn von Karl Wundram und seiner Ehefrau Erna, geborene Fuldner, und damit ein Enkelsohn Friedrich Fuldners.
Der Enkelsohn Hellmut Brinkmann, war der Sohn von Klara Brinkmann, geborene Fuldner, und Dr. jur. Karl Brinkmann, war Lehrer und Träger des Bundesverdienstkreuzes am Bande.

## Werke
- Knospender Frühling, Gedichte, Verlag von Chr. Friedr. Vieweg, Quedlinburg 1893 und Hermann Peters Verlag Göttingen und Leipzig.
- Schneewittchen, ein Märchenspiel mit Gesang und lebenden Bildern, Verlag F.W. Cordier, Heiligenstadt 1900.
- Die Hochzeitsreise, Dresden 1906.
- Ein Kampf um Gott, Lieder aus dem Lebensbuche eines Befreiten, Carl Winter's Universitätsbuchhandlung, Heidelberg 1909.
- Land und Leute des Eichsfeldes, Unser Eichsfeld, VII. Jahrgang, 3. Viertelsjahrheft, 1912, Seiten 149–156.
- Bürger's und Molly's Sommernachtstraum im Bremkertal, Dieterichsche Universitäts-Buchdruckerei, Göttingen 1913.
- Eichsfelder Kriegslied, Verlag F.W. Cordier, Heiligenstadt 1914.
- Heimatidylle, Gedichte, Verlag von Friedrich Kronbauer, Göttingen 1918.
- Auf den Bergen die Burgen, Schauspiel, 1919.
- Das Haus der Königen und andere Novellen, Verlag F.W. Cordier, Heiligenstadt 1922.
- Alternd Herz, Gedichte, Brunnsche Buchdruckerei Heiligenstadt 1925.